# Leon Morel
Léon-Georges Morel (Houthem, 9 april 1892 - Brussel, 1970) was gouverneur van de provincie Leopoldstad in Belgisch-Congo.

## Levensloop
Leon Morel was de veertiende van de vijftien kinderen van Apollinaire-René Morel (1840-1908), schoolmeester en gemeentesecretaris in Houthem, en van Marie Vermon.
Hij trouwde met X Dujardin. Ze kregen vier kinderen: Liliane Morel (1925), Lucile Morel (1926), Pierre Morel (1930) en Claudine Morel (1937). 
Hij doorliep een loopbaan als ambtenaar in Belgisch Congo. In 1921 was hij 'administrateur territorial' in Thysville. Hij werd vervolgens:
- 1926: administrateur principal,
- 1828: adjunct districtscommissaris in Boma,
- 1932: adjunct districtscommissaris in Leopoldstad,
- 1934: districtscommissaris in Leopoldstad.

In het begin van zijn loopbaan werd hij geconfronteerd met de onrust die veroorzaakt werd door het optreden van Simon Kimbangu. Hij kreeg opdracht hem te arresteren en hij leverde hem af in Elisabethstad, waar hij dertig jaar werd gevangen gehouden.
Hij beëindigde zijn koloniale carrière als gouverneur van de provincie Leopoldstad van 1946 tot 1950.
Teruggekeerd in België werd hij secretaris-generaal van de Koninklijke Belgische Koloniale Unie.

## Publicatie
- Discours prononcé par le secrétaire général de la Royale union coloniale belge, Léon Morel, lors de l’inauguration, à Bruxelles, du Monument à la mémoire du lieutenant général Baron Tombeur de Tabora, le 24 juin 1951.